# Barda (rayon)
Barda (em azeri: Bərdə) é um dos cinqüenta e nove rayones em que se subdivide politicamente a República do Azerbaijão.  A capital é a cidade de Barda, em azeri Bərdə.

## Território e População
Possui una superfície de 957 quilômetros quadrados, os quais são o lugar de uma população composta por 136.000 pessoas. A densidade populacional é de cento quarenta e dois habitantes por quilômetro quadrado.